# Babići (Republika Serbska)
Babići (cyr. Бабићи) – wieś w Bośni i Hercegowinie, w Republice Serbskiej, w gminie Šipovo. W 2013 roku liczyła 145 mieszkańców.